# Grangråticka
Grangråticka (Boletopsis leucomelaena) är en svampart som först beskrevs av Christiaan Hendrik Persoon, och fick sitt nu gällande namn av Victor Fayod 1889. Grangråticka ingår i släktet Boletopsis och familjen Bankeraceae.  Arten är reproducerande i Sverige. Inga underarter finns listade i Catalogue of Life.